# Agadez
Agadez este un oraș din Niger.

## Aeroport
Orașul este deservit de Aeroportul Internațional Mano Dayak (cod ICAO: DRZA, cod IATA: AJY), care operează curse spre Alger, Niamey și Paris.

Lungimea pistei aeroportului este de 3000 m. Aeroportul își trage numele de la un revoluționar tuareg, născut în aceste locuri.